# Casa de Alfeñique
El Museo Regional Casa de Alfeñique, también conocido como la Casa de Alfeñique, es un museo fundado en 1926, ubicado en la ciudad de Puebla, en Puebla, México. Se caracteriza por el estilo barroco de su arquitectura y es considerado el primer museo de la ciudad.
Se ubica en la calle 4 Oriente 416 (número 16 de la antigua calle de Raboso), esquina con la calle 6 norte (antiguamente, calle de Chito Cohetero), en el Centro Histórico de Puebla.

## Historia
De acuerdo a la leyenda popular, el inmueble fue construido como un regalo de bodas para una novia que había pedido "una casa de alfeñique", un tipo de caramelo procedente de España, común en México durante la época colonial.
La construcción data del siglo XVIII y es obra de Antonio de Santa María Incháurregui, quien usó argamasa, petatillo y mayólica. El primer propietario fue Juan Ignacio Morales, maestro de herrería y abuelo del pintor atlixquense Francisco Morales Van den Eyden.
El historiador Hugo Leicht menciona que la casa es citada con su denominación actual desde 1790.
Luego de ser propiedad de diversos personajes como el hacendado y ganadero Alonso Rodríguez Cano, en 1890 la Casa de Alfeñique se agrega al patrimonio de la institución de beneficencia privada Monte de Piedad Vidal Ruiz. En 1896, el Monte de Piedad Ruiz y Vidal cedería el inmueble a la Beneficencia Pública del Estado.

### Museo Regional
En 1926, se instala ahí el Museo Regional durante la administración del gobernador Claudio N. Tirado (1925-1926).
En sus tres niveles, el museo resguarda obras de arte y objetos representativos de la historia de Puebla a lo largo de su historia. Además de las salas dedicadas a exponer su colección permanente, también tiene espacios para exposiciones temporales, una pinacoteca y un área para presentaciones y conferencias.

## Arquitectura
El historiador Enrique Juan Palacios escribió en 1916 respecto al inmueble, destacando su ornamentación de tipo árabe y los adornos en estilo churrigueresco.
La casa también es descrita como "una definitiva expresión del arte colonial y mucho del criollismo perfectamente estereotipado." Sobre el interior de la casa, Manuel Toussaint destaca que "la escalera es notabilísima; corónala una cúpula que por el interior presenta un magnífico aspecto."
El estilo de este inmueble da testimonio del gusto artístico que predominaba en su época de construcción donde lo barroco tenía un lugar de importancia en la sociedad poblana.

### Remodelación
El 5 de julio de 2016, el gobierno estatal adjudicó un contrato de remodelación a una empresa constructora por un monto de 9 millones 771 mil 233 pesos. El costo total de la remodelación fue cercano a los 15.3 millones, ya que 9.8 millones fueron destinados a la obra y 5.5 millones a la curaduría. Los cambios a la Casa de Alfeñique fueron criticados por retirar una sala en la planta baja para dar paso a una cafetería privada, reubicar el Códice Quauhquechollan al Museo Regional de Cholula, o la desaparición de la pinacoteca, entre otros.

### Daños por el 19-S

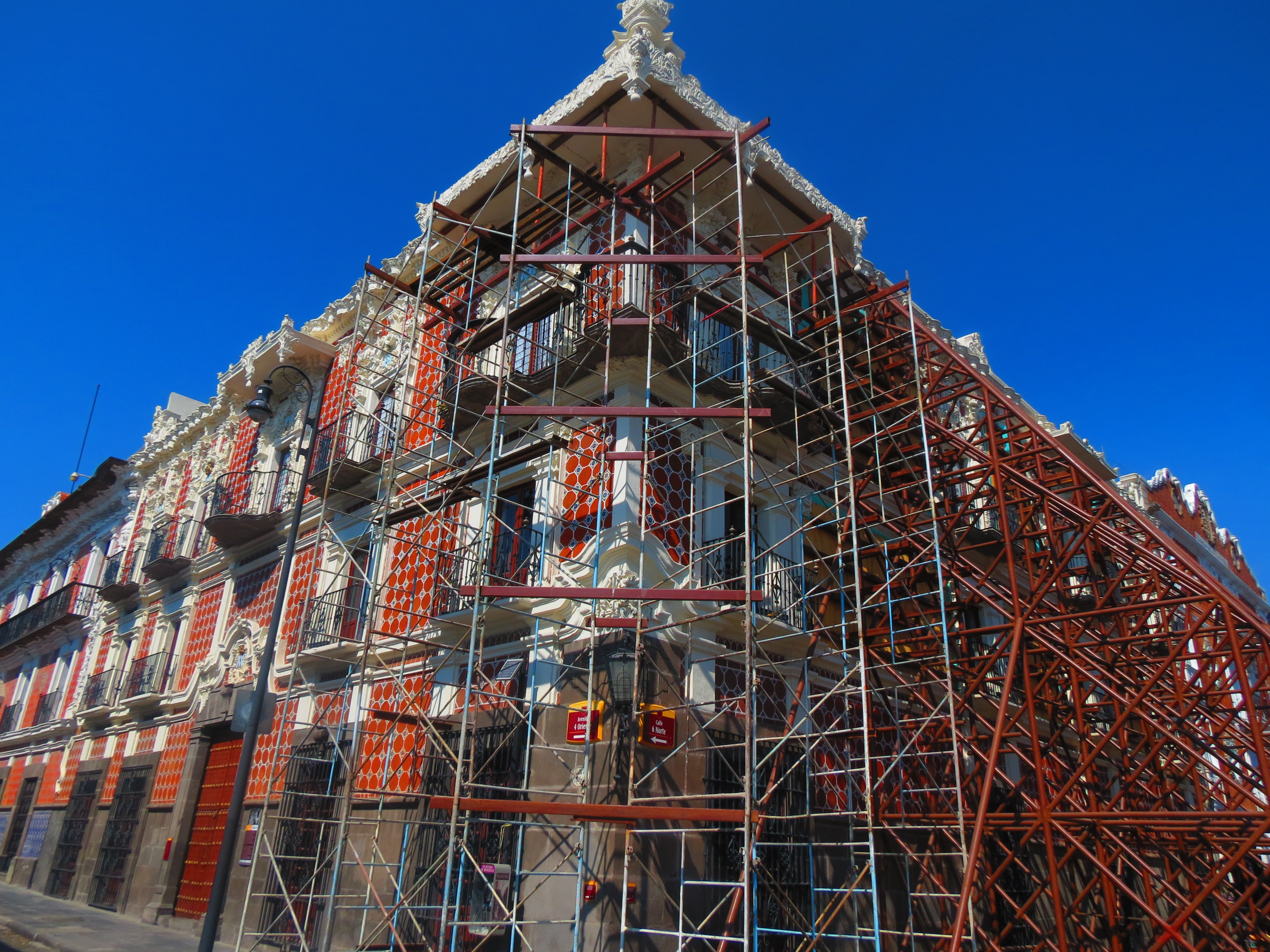
Casa de Alfeñique con andamios debido a la restauración que se realizó a partir del sismo de septiembre de 2017

A raíz del sismo del 19 de septiembre de 2017, el inmueble quedó severamente afectado, por lo que el gobierno estatal ordenó retirar las más de 900 obras de arte que albergaba el museo y resguardarlas en las bóvedas de Museo Internacional del Barroco. El 24 de septiembre se anunció que el Instituto Nacional de Antropología e Historia (INAH) sería el encargado de reparar los daños ocasionados por el terremoto.
Aunque las labores de reconstrucción comenzaron en octubre de 2017, un sismo subsecuente, ocurrido el 16 de febrero de 2018, causó más daños en el edificio. En un inicio, se estimaba que las reparaciones concluirían en abril de 2018, sin embargo, el 7 de junio, el alcalde de Puebla, Luis Banck Serrato, anunció que las obras estaban detenidas por falta de recursos federales.
El 10 de julio, el gobernador Antonio Gali Fayad indicó que la reconstrucción del museo sí está avanzando, gracias a una inversión de 34 millones de pesos por parte del Fondo de Desastres Naturales (Fonden) y el Fondo de Aportaciones para el Fortalecimiento de las Entidades Federativas (FAFEF) y que la Casa de Alfeñique reabriría sus puertas al público a más tardar en octubre de 2018.